# جيراردو رودريغيز
جيراردو رودريغيز (بالإسبانية: Gerardo Rodríguez Regordosa)‏ (و. 1972 – م) هو عالم اقتصاد، من المكسيك، ولد في بويبلا، بويبلا.

## التعليم
تعلم في جامعة الأمريكتين بويبلا.